# Terze rime (Franco)
Terze rime – poemat renesansowej włoskiej poetki Veroniki Franco, opublikowany w 1575. Był dedykowany Guglielmowi Gonzadze, księciu Mantui. Został ułożony, jak wskazuje tytuł, tercyną, czyli dantejską strofą trójwersową, rymowaną aba bcb cdc...

S' io v' amo al par de la mia propria vita,
Donna crudel, et voi perchè non date
In tanto amor al mio tormento aita?
E, se in vano mercè chieggio, e pietate,
Perch' almen con la morte, quelle pene,
Ch'io soffro per amarvi, non troncate?
So, che remunerar non si conviene
Mia fé così, ma quel mal, che ripara
A un maggior mal, vien riputato bene: